# Antiparastase
L’antiparastase (substantif féminin), du grec anti ("contre") et parastase ("preuve"), soit "contre-preuve", est une figure de style rhétorique, aussi appelée figure de réarrangement consistant à s'appuyer sur un argument pour le retourner en sa faveur, face à un reproche ou à une critique, non seulement sans nier le grief mais en plus à assumer sa position, parfois même jusqu'à l'exagération. "L'antiparastase est la forme radicale et spectaculaire de l'attaque du lien de causalité entre la thèse et l'argument. Elle consiste en désolidariser l'action (ou l'absence d'action) incriminée et le reproche adressé personnellement à son auteur de telle manière que la même action, vue sous un autre angle, conduise à la conclusion contraire, louange au lieu d'un blâme, paradoxalement selon les mêmes critères."

## Exemples
- « Le mérite de ce livre passionnant est d'accepter de ne pas dévoiler toutes les énigmes de ce peintre si mystérieux »